# Ecnomus sakoi
Ecnomus sakoi là một loài Trichoptera trong họ Ecnomidae. Chúng phân bố ở vùng nhiệt đới châu Phi.